# Auto Bild
Auto Bild (по-русски произносится: А́уто Би́льд) — лидирующий европейский автомобильный журнал, публикующийся в Германии. Первая версия вышла 24 февраля 1986 года. По состоянию на 2012 год издание читает 2,8 миллиона читателей. Журнал издаётся по лицензии в 36 странах мира, и в 16 из них является лидером рынка.
Немецкое издание позиционирует себя в качестве «адвоката для своих читателей» и их компетентного партнёра. Содержание журнала представляет собой автомобильные обзоры, новости, сравнительные испытания как подержанных, так и новых автомобилей, а также тест-драйвы, новости автоспорта и прочие темы, связанные с миром автомобилей.

## История
Первый выпуск журнала вышел в последнюю неделю февраля 1986 года. С тех пор издание выходит еженедельно в рамках европейского издательства Axel Springer AG. Основу журнала составляют испытания новых моделей, новости о новейших моделях автомобилей и мирового авторынка в целом, каталог новых автомобилей с комплектациями и ценами от официальных дилеров. Большое внимание уделяется подержанным автомобилям.
Веб-сайт журнала был запущен в 1996 году. В 2008 году начался выпуск румынской версии журнала медиагруппой Ringier AG (публикуется раз в два месяца). С мая 2009 года вместе с «Auto Bild» выпускается дополнение «Auto Bild Motorsport», повествующее о новостях из мира автоспорта. В том же месяце ровно через год вышел юбилейный выпуск журнала с порядковым номером «1250». 6 октября 2009 года в продаже появился первый номер журнала «Auto Bild Беларусь», выпускающегося в Белоруссии с официального разрешения издательства. 15 ноября 2012 года начался выпуск журнала в Аргентине издательством Grupo Veintitres, владеющим соответствующей лицензией. 
Журнал имеет лицензионные переиздания по всему миру, благодаря которым более 7 миллионов копий продаётся каждый месяц в 36 странах мира. Иностранные издания включают такие известные журналы, как французский Auto Plus, британский Auto Express и турецкий Auto Show. Журнал также имеет польское издание, которое является частью Axel Springer AG через дочернюю компанию Axel Springer Polska. Финский выпуск журнала, «Auto Bild Suomi», был инициирован в 2004 году и публикуется издательством Sanoma Magazines. Болгарская версия журнала издаётся под названием «Auto Bild Bulgaria», которая также публикуется меди-группой Axel Springer AG. Под оригинальным названием в Испании журнал выходит на еженедельной основе. Итальянская версия «Auto Oggi» выходит из печати издательского дома Mondadori.

## Тираж
В 2001 году журнал имел тираж в 792 000 экземпляров в Германии. В 2010 году число копий журнала составило 592 245 единиц в Германии, что сделало его четвёртым наиболее продаваемым европейским автомобильным журналом. В это же время тираж испанской версии «Auto Bild» составил 32 484 единицы.
В 2012 году тираж журнала составил 555 500 экземпляров в Германии. В течение второго квартала 2016 года было продано 374 981 экземпляров на родине издания.

## Серия изданий
Помимо основной версии журнал выпускается в нескольких тематических проектах:

### Auto Bild Allrad

Логотип проекта Allrad

Крупнейший в Европе автомобильный журнал, создающийся для почитателей внедорожников. В каждый выпуск издания помещаются подробные испытания, отчёты о вождении и различные полезные советы и идеи. В дополнение к опыту управления полноприводными автомобилями журнал фокусируется на практичности повседневного использования внедорожников и эксплуатации их на бездорожье. Первое издание вышло в 2002 году под названием «AutoBild Alles Allrad». Главный редактор журнала Бернхард Вайнбахер (нем. Bernhard Weinbacher).

### Auto Bild Klassik

Логотип проекта Klassik

Журнал «Auto Bild Klassik» был впервые опубликован в 2007 году и предоставляет информацию (историю, выписки из архивов, иллюстрации и другое) о классических и ретро автомобилях. Журнал издается ежемесячно. Главный редактор издания Бернд Виланд, заместители редактора — Фрэнк Б. Мейер (нем. Frank B. Meyer) и Кристиан Стайгер (нем. Christian Steiger).

### Auto Bild Sportscars

Логотип проекта Sportscars

Ежемесячное издание «Auto Bild Sportscars» посвящено всему, что связано со спортивными автомобилями: обзоры и испытания спортивных серийных автомобилей высокого класса, гоночных моделей, тюнинга автомобилей. Журнал был впервые опубликован в 2002 году под названием «Auto Bild Test & Tuning». Главный редактор — Бенджамин Арнольд (нем. Benjamin Arnold).

### Auto Bild Motorsport

Логотип проекта Motorsport

Проект «Auto Bild Motorsport» вырос из ежемесячного журнала, повествующего о различных аспектах раллийных гонок и впервые был выпущен в 2001 году. Основными темами издания являются информация о Формуле-1, новости, освещения событий различных чемпионатов и ралли, а также из обзор любительского спорта, в том числе связанного с мотоциклами.
Первоначально издание представляло собой независимый журнал. С мая 2009 года он был объединён с «Auto Bild», образовав «Auto Bild Motorsport», позиционирующийся как отдельный продукт и прилагающийся к основному журналу. Издание публикуется 35 раз в год, в том числе во время автоспортивного сезона в Германии (с апреля по октябрь) каждую неделю. Главным редактором с 2008 по 2015 год является Олаф Шиллинг (нем. Olaf Schilling). Его преемником стал Бьянка Гарлофф (нем. Bianca Garloff).

### Auto Bild Autotest

Логотип проекта Autotest

Проект «Auto Bild Autotest» посвящён вопросам покупки, эксплуатации и комплексного обслуживания автомобилей, а также содержит советы и сравнительные тесты. Издание досконально рассматривает всевозможные аспекты, связанные с покупкой автомобиля. Главный директор журнала — Александр Кухлиг (нем. Alexander Kuhlig), заместитель — Майкл Иггена (нем. Michael Iggena).

### Auto Bild Reisemobil
Журнал «Auto Bild Reisemobil» был впервые опубликован в апреле 2014 года. Он посвящён обзору и тестированию новых и ставших культовыми автодомов. Главный редактор — Кристиан Стайгер.

## Главные редакторы
За время своего существования журнал сменил несколько главных редакторов:
- Питер Глодши (нем. Peter J. Glodschey, 1986–1994);
- Питер Фелске (нем. Peter Felske, 1994–2006);
- Бернд Виланд (нем. Bernd Wieland, с 3 апреля 2006 года). Заместитель главного редактора — Александр Корс-Хеншель (нем. Alexander Cohrs-Henschel).